# Асланова къща
Аслановата къща (на албански: Banesa e Kazafer Asllanit) е възрожденска къща в голобърденското село Големо Острени (Острен), Република Албания. Принадлежи на Казафер Аслани. В 1973 година е обявена за архитектурен паметник на Албания под № 1886.